# Samanta Bullock
Samanta Almeida Bullock (Osório, 14 de agosto de 1978) é ex-atleta de tênis em cadeira de rodas da seleção brasileira, modelo e empresária, fundadora da SB Shop, sua marca de moda inclusiva, e curadoria digital de soluções inclusivas. Por dois anos consecutivos (2019 e 2020), foi eleita pela Disability Power 100 List, da Shaw Trust, uma das 100 pessoas mais influentes do Reino Unido. Ainda no país, foi indicada ao prêmio Disability Awards 2022 e é uma das cocriadoras do London Represents, o desfile mais sustentável e diverso da semana de moda de Londres. 

## Trajetória
Gaúcha natural da cidade de Osório, mas com a maior parte da vida vivida em Capão da Canoa, no Rio Grande do Sul, Samanta descobriu, ainda criança, suas duas paixões, que viriam a ser suas carreiras: no esporte, que iniciou por volta dos nove, escolheu o tênis. Para a moda, um pouco antes, aos oito, iniciou a carreira de modelo, que profissionalizou aos 10. Depois de seu primeiro desfile, ela sabia a carreira que queria para a vida. 
Aos 14 anos de idade, Samanta sofreu um acidente com arma de fogo que a deixou paraplégica. A partir daquele momento, conheceu a causa que se alinharia às duas carreiras da vida: a inclusão. Em entrevista à jornalista Lilian Pacce, ela conta como mudou o acontecimento mudou a rotina: “muda para todas as pessoas ao redor, a gente precisa aprender a adaptar, entende como os espaços e as coisas voltadas às pessoas com deficiência devem ser pensadas. Na moda, por exemplo, naquele momento todos me diziam não. Eu não poderia ser modelo estando em uma cadeira de rodas”.
Mas Samanta prosseguiu. Após deixar a faculdade de odontologia, por falta de acessibilidade, cursou direito e passou a trabalhar na Assembleia Legislativa do Rio Grande do Sul. Tempos depois, foi transferida para Brasília, onde passou a trabalhar no Senado Federal e atuou, inclusive, na elaboração do Estatuto da Pessoa com Deficiência. 

## Esporte
Foi nessa mesma época que, durante o trabalho no Senado, Samanta descobriu um projeto para o tênis em cadeira de rodas. Em entrevista à Adriana Chiari Magazine, segundo ela, foi como andar de bicicleta: “a gente não esquece, eu já jogava bem antes do meu acidente. Naquele momento, eu só tinha que adaptar o que eu sabia fazer à cadeira de rodas".

Samanta exibe a medalha do Tênis em cadeira de rodas nos Jogos Parapan-Americanos de 2007, no Rio. Foto: Hebert Barros para Adriana Chiari Magazine

Foi adaptando à realidade e em uma aula-teste que, mesmo depois de mais de uma década longe das quadras (foram 12 anos, mais especificamente), que ela percebeu que a habilidade para o esporte realmente não tinha sido perdida. Voltou a praticar três vezes na semana e, além de participar de torneios e se profissionalizar, se tornou a atleta número 1 do país, sendo inclusive a única atleta sul-americana a estar presente no ranking dos melhores jogadores, segundo divulga a Federação Internacional de Tênis.
Como atleta paralímpica, Samanta chegou a disputar três mundiais e ganhar a medalha de prata dos Jogos Parapan-Americanos de 2007, sediados no Rio de Janeiro, na modalidade ParapanAm Doubles, que é desenvolvida dentro de quadra em dupla, ao lado de sua parceira Rejane Cândida.
No esporte, Samanta é embaixadora do Parallel Global e trabalhou para o Comitê Paralímpico Internacional como uma líder Proud Paralympian, com eventos no Cazaquistão, Itália, Brasil e diversos outros países. Dentre os projetos sociais em que atua, numa ação pela Federação Internacional de Tênis, pela Motivation, uma organização sem fins lucrativos, e Factory Eleven, Samanta já viajou ao Haiti para ministrar workshops de tênis em centros de reabilitação depois do terremoto que devastou o país em 2010.
Em 2012, participou da abertura dos Jogos Paralímpicos de Londres , com uma apresentação num sway pole de 4 metros de altura, sob a trilha sonora da música Umbrella, da cantora barbadense Rihanna.  
Sempre alinhada à inclusão, Samanta acredita num esporte que unifica oportunidades e coexistências, independentemente das condições físicas. E é com essa mentalidade, que assina os artigos "Do you think the Paralympic and Olympic games need to merge?" (Você acredita que as olimpíadas e paraolimpíadas devem se fundir?) e "Are the Olympics ableist?" (Seriam as olimpíadas capacitistas?), explicando os motivos que a levam a crer que os jogos deveriam ser únicos para pessoas com ou sem algum tipo de deficiência, sempre pelo princípio da equidade.  

## Moda
Foi por meio do esporte que Samanta voltou a ter contato com a moda. Por conta dos patrocinadores que tinha no tênis em cadeira de rodas, quando competia, era indicada a fotos e editoriais e, naquele momento, retomou à ideia inicial: a carreira de sua vida realmente seria a moda, mas ela aliaria as duas atuações por algum tempo. 
Em paralelo aos ensaios com os patrocinadores no tênis, ela fez um livro e passou a contatar diversas agências de modelos pedindo por contratos: nesse momento, ela destacava o que faz hoje, a importância da inclusão social. O primeiro desfile ocorreu para uma marca de jeans, mas com a ajuda de um amigo, que conhecia o dono da marca. 

### Carreira Internacional
Foi um ano após o primeiro desfile, que Samanta viu sua carreira internacional começar. Em 2007, durante seus torneios de tênis pelo mundo, ela conheceu o seu futuro marido, o britânico Mark Bullock, que trabalhava para a Federação Internacional de Tênis. Foi então que ela mudou para Londres e se casou.
Na chegada a Londres, Samanta assinou com uma agência de modelos especializada em pessoas com deficiência. Foi só então que passou a aparecer em capas de revistas, desfiles e até fazer figuração em novelas, além de dar palestras em universidades e escolas.
Entre 2009 e 2014, foi garota propaganda da WeAdapt, uma marca de roupas adaptadas para pessoas com deficiência em Portugal. No Brasil, desde 2010 ela tem um trabalho social também dentro da moda: é embaixadora do projeto “Fashion Inclusivo”, de Brasília. Por lá, ela dá workshops e palestras, desde ensinar a maquiar até desfilar, usar acessórios, com o objetivo de mais representatividade. 
Em 2011, Samanta deixou de aliar as duas carreiras que levava: decidiu se aposentar do tênis e passou a focar somente no primeiro sonho, o de ser modelo. 
Seis anos depois, em 2017, ela fez seu début nas semanas de moda internacionais, Samanta estreou nas passarelas da London Fashion Week e, nessa trajetória, já esteve nas principais semanas de moda do mundo, integrando de Nova York a Dubai Fashion Week.

### Moda Inclusiva
Desde que se tornou cadeirante, Samanta viu a moda, uma de suas maiores paixões, tornar-se também uma dificuldade. Ela não encontrava, por exemplo, roupas adaptadas para a posição de sentado, ou que ajudassem no momento de tocar a própria cadeira. A moda, naquele momento, era quase ditatorial, em usar apenas o que desse certo, mas não o que fosse da própria vontade. 
Foi com essa dificuldade e a observação de outras pessoas com deficiência durante a carreira de atleta que, em 2019, Samanta criou a própria marca, a SB Shop: um marketplace focado em reunir marcas que criassem peças tendo inclusão e sustentabilidade como seus pilares principais. 
As peças, por exemplo, possuem aberturas estratégicas para pessoas com deficiência, mas são pensadas universalmente, como a moda é, atingindo 100% da população. Para a criação da marca, ela uniu designers amigos, que já a vestiam de alguma forma e criou em colaborações. 
Por dois anos consecutivos (em 2019 e 2020), Samanta foi eleita pela ShawTrust, no 100 Power, uma das 100 pessoas com deficiência mais influentes do Reino Unido. Com seis meses de marca, ganhou o prêmio Focus Brazil UK 2019 na categoria de moda, que celebra brasileiros no exterior.
Samanta desfilou a marca na abertura da London Fashion Week em 2019 e em 2020, com as novas realidades da pandemia de COVID-19, ela idealizou o fashion film I’mperfection, filmado com modelos que representam a diversidade e a quebra de padrões na moda. O filme conta com a trilha sonora Dragon, da cantora norte-americana Lachi e é estrelado por modelos da marca.
Com a SB Shop e seu propósito social de representatividade, Samanta também é fundadora do Bullock Inclusion, uma CIC (Community Interest Company) voltada em incluir pessoas com deficiência por meio da moda, do esporte e atividades físicas. O projeto principal, lançado em junho de 2020, é o SB Challenge, uma extensão do Vogue Challenge, trazido pelo movimento Black Lives Matter (Vidas Negras Importam).
A intenção do challenge (desafio, em português) é promover a representatividade de pessoas com deficiência ou quaisquer diferenças por meio de capas de revista. Até o momento, o desafio atingiu mais de 600,000 impressões nas redes sociais e ganhou as páginas da revista britânica London Runway. 
Além da marca, que no momento lança sua primeira coleção de camisetas com as mensagens da inclusão, Samanta lança, junto à sua marca, uma curadoria de produtos de moda que tenham como foco a inclusão, com um tema divulgado mensalmente.
Em 2022, Samanta lançou, junto a outros parceiros, o London Represents, o desfile mais sustentável e inclusivo da semana de moda de Londres, que foi destaque no Daily Mail.

## Premiações
| Prêmio                           | Categoria         | Ano  | Situação                  |
| -------------------------------- | ----------------- | ---- | ------------------------- |
| Jogos Parapanamericanos Rio 2007 | ParaPanAm Doubles | 2007 | Medalha de Prata em Dupla |
| Focus Brazil UK                  | Moda              | 2019 | Vencedora                 |
| Disability Power 100 List        | Moda              | 2019 | Vencedora                 |
| Disability Power 100 List        | Moda              | 2020 | Vencedora                 |
| Disability Awards 2022           | Moda              | 2022 | Indicada                  |